# Sporobolus blakei
Sporobolus blakei är en gräsart som beskrevs av Bryan Kenneth Simon. Sporobolus blakei ingår i släktet droppgräs, och familjen gräs. Inga underarter finns listade i Catalogue of Life.